# Калинкино (Московская область)
Калинкино — деревня в Талдомском районе Московской области России, входит в состав сельского поселения Ермолинское. Население — 30 чел. (2010).

## География
Деревня расположена на севере Московской области, в восточной части Талдомского района, примерно в 12,5 км к востоку от центра города Талдома, с которым связана прямым автобусным сообщением (маршруты № 26, 28, 29 и 34), рядом с автодорогой, соединяющей районный центр с трассой Р104.
Ближайшие населённые пункты — деревни Есаулово, Кунилово и Пашино. Южнее деревни находится участок «Дубненский болотный массив», севернее — участок «Апсаревское урочище» государственного природного заказника «Журавлиная родина».

## Население
| 1859 | 1905 | 1926 | 2002 | 2006 | 2010 |
| ---- | ---- | ---- | ---- | ---- | ---- |
| 239  | ↗295 | ↘232 | ↘24  | →24  | ↗30  |

## История
В «Списке населённых мест» 1862 года — деревня московского комитета человеколюбивого общества 2-го стана Александровского уезда Владимирской губернии по правую сторону реки Дубны, к северу от Нушпольского болота, в 87 верстах от уездного города и 47 верстах от становой квартиры, при речке Калине, с 32 дворами и 239 жителями (115 мужчин, 124 женщины).
По данным 1905 года входила в состав Нушпольской волости Александровского уезда, 46 дворов, 295 жителей.
По материалам Всесоюзной переписи населения 1926 года — центр Калинкинского сельского совета Ленинской волости Ленинского уезда Московской губернии, в 11,7 км от Кашинского шоссе и 11,7 км от станции Талдом Савёловской железной дороги, проживало 232 жителя (108 мужчин, 124 женщины), насчитывалось 46 хозяйств, среди которых 42 крестьянских.
С 1929 года — населённый пункт в составе Ленинского района Кимрского округа Московской области.
Постановлением ЦИК и СНК от 23 июля 1930 года округа как административно-территориальные единицы были ликвидированы. Постановлением Президиума ВЦИК от 27 декабря 1930 года городу Ленинску было возвращено историческое наименование Талдом, а район был переименован в Талдомский.
1930—1959 гг. — деревня Куниловского сельсовета Талдомского района.
1959—1963, 1965—1992 гг. — деревня Припущаевского сельсовета Талдомского района.
1963—1965 гг. — деревня Припущаевского сельсовета Дмитровского укрупнённого сельского района.
1992—1994 гг. — деревня Юркинского сельсовета Талдомского района.
1994—2006 гг. — деревня Юркинского сельского округа Талдомского района.
С 2006 г. — деревня сельского поселения Ермолинское Талдомского муниципального района Московской области.